# Iniidae
Los ínidos o iníidos (Iniidae) son una familia de cetáceos odontocetos que incluye varias especies de delfines de río.

## Taxonomía
Los ínidos incluyen tres géneros y cinco especies.
| Familia | Género     | Especie                | Nombre común                             |
| Iniidae | Inia       | Inia geoffrensis       | Boto, delfín del Amazonas, delfín rosado |
| Iniidae | Inia       | Inia araguaiaensis     | Delfín del Río Araguaia                  |
| Iniidae | Inia       | Inia boliviensis       | Delfín de Bolivia                        |
| Iniidae | Lipotes    | Lipotes vexillifer †   | Baiji, delfín chino de río               |
| Iniidae | Pontoporia | Pontoporia blainvillei | Delfín del Plata                         |